# Vulkan Kalem
Das Naturschutzgebiet (NSG) Vulkan Kalem liegt auf dem Gebiet der Ortsgemeinde Birresborn im Landkreis Vulkaneifel in Rheinland-Pfalz.
Das etwa 40,0 ha große Gebiet erstreckt sich nordwestlich von Birresborn. Am westlichen Rand des Gebietes verläuft die Kreisstraße K 77, östlich erstreckt sich das 9,5 ha große NSG Im Felst bei Birresborn und verläuft die Landesstraße L 24. Südlich verläuft die L 30, westlich fließt der Schlimmbach und östlich die Kyll, ein linker Nebenfluss der Mosel. Nordöstlich erstreckt sich das 45,7 ha große NSG Hundsbachtal.
Es handelt sich um einen altpleistozänen Schichtvulkan mit einem halbkreisförmigen Basaltring und einem 40 Meter mächtigen Lavastrom sowie Lava- und Basaltaufschlüssen.